# Sicherheitspass

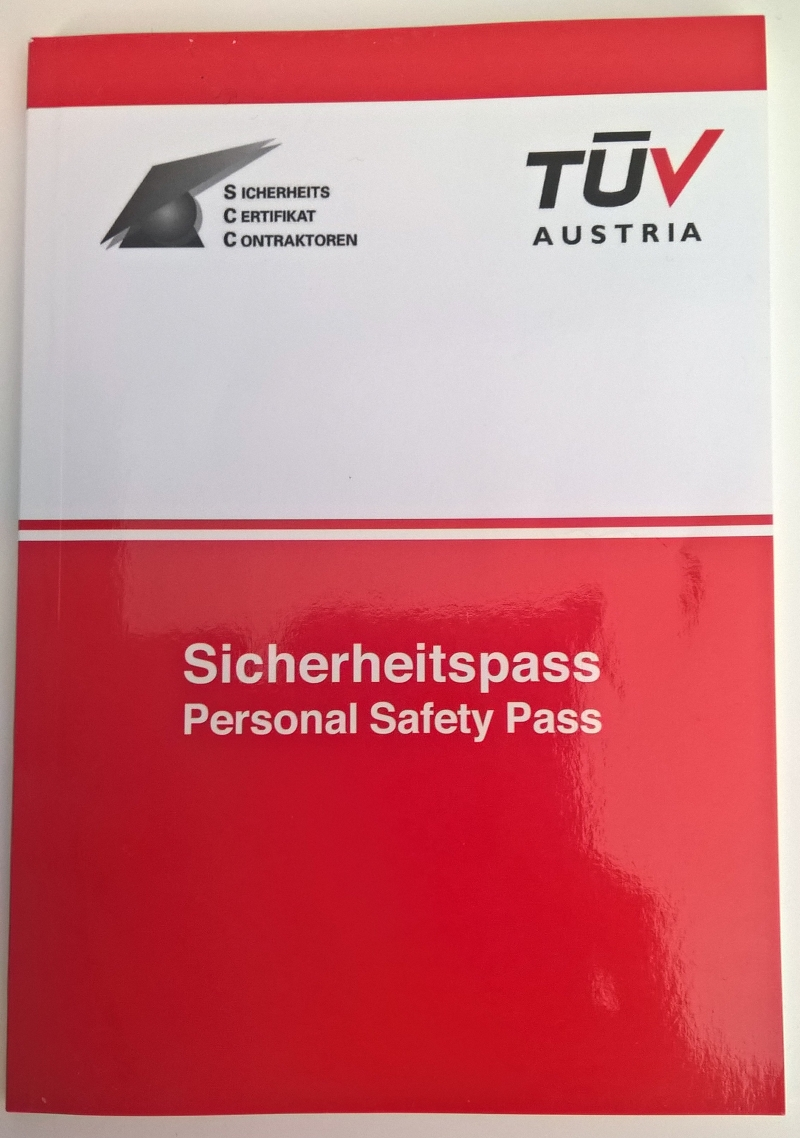
Beispiel eines Sicherheitspasses

Der Sicherheitspass (engl. Personal Safety Logbook) ist ein nicht amtliches Dokument, das im Bereich der Arbeitssicherheit vor allem auf Baustellen und in Industrieanlagen verwendet wird. Er ist nach dem SCC-Regelwerk für alle operativen Mitarbeiter und Führungskräfte vorgeschrieben.
Der Sicherheitspass soll für Auftragnehmer und Auftraggeber sowohl in der Arbeitssicherheit als auch beim Gesundheits- und Umweltschutz den gleichen Standard setzen. Da er personenbezogen ist, soll er die Mitverantwortung der Mitarbeiter stärken und alle Nachweise der für die zugewiesenen Aufgaben erforderlichen Qualifikation (Unterweisung, Ausbildung, Bestellungen) zusammenfassen. Die verantwortliche Aufsichtsperson kann so leicht alle wichtigen Informationen kontrollieren. Er dient auch dem Nachweis der bestandenen Prüfung nach dem SGU.